# Tickety Toc
Tickety Toc est une série télévisée d'animation britannico-sud-coréenne en 59 épisodes de 11 minutes créée par Gil Hoon Jung, diffusée depuis le 19 avril 2012 sur Nickelodeon et Channel 5.
En France, la série est diffusée sur France 5 dans Zouzous depuis le 3 septembre 2012 et sur Nickelodeon Junior en octobre 2012.

## Synopsis
Sur une prise des vues réelles, des personnages principaux sont Tommy et Tallulah, des petits carillonneurs. Leur mission vraiment unique : sonner le carillon de la drôle de boutique, ils de déplacent avec Pufferty un chien en imitation de train.

## Personnages
- Tommy et Tallulah, des jumeaux de 8 ans
- Madame Au Lait, vache très douée pour la cuisine et le ping-pong, qui donne de bons conseils aux jumeaux
- Pufferty, un train en forme de chien qui est toujours à l'heure
- Monsieur McCoggins, le bricoleur, inventeur, homme à tout faire de Tickety Ville
- Hopparoo, un petit lapin qui est l'apprenti de Monsieur McCoggins

## Distribution

### Voix originales
- Toby Ralph : Tommy
- Ruby Love : Tallulah
- Lewis Macleod : Battersby / McCoogins
- Elly Fairman : Pufferty
- David Holt : Hopparoo
- Katy Wix : Chickadee
- Gemma Harbey : Lopsiloo
- Felicity Duncan : Madame au Lait

### Voix françaises
- Fanny Bloc : Tommy
- Geneviève Doang : Tallulah / interprète du générique
- Emmanuel Fouquet : Battersby / McCoogins / Hopparoo
- Philippe Roullier puis Bertrand Liebert : Pufferty
- Olivia Dutron : Chickadee / Lopsiloo
- Isabelle Desplantes : Madame au Lait
- Version française
  - Studio de doublage : Mediacenter
  - Direction artistique : Emmanuel Fouquet (dialogues), Edwige Chandelier (chansons)

 Source et légende : version française (VF) sur RS Doublage et crédits du générique de fin.

## Épisodes
1. L'heure du gâteau
2. L'heure d'aider les amis
3. L'heure des tartines de confiture
4. L'heure de voler
5. L'heure de la tarte aux fruits
6. L'heure des cloches
7. L'heure du cerf-volant
8. L'heure des trésors
9. L'heure de jouer à cache-cache
10. L'heure des légumes
11. L'heure du colis
12. L'heure de ramasser les feuilles
13. L'heure de la chasse au trésor
14. L'heure des activités
15. L'heure de bulles
16. L'heure de se déguiser
17. L'heure de faire de la poterie
18. L'heure de se mesurer
19. L'heure des pirates
20. L'heure de la photo
21. L'heure de fêter
22. L'heure du rire
23. L'heure de jouer au crochet
24. L'heure de faire une maquette
25. L'heure des insectes
26. L'heure du spectacle